# Vyšná Sitnica, Humenné
Vyšná Sitnica este o comună slovacă, aflată în districtul Humenné din regiunea Prešov. Localitatea se află la altitudinea de 195 m deasupra n.m., se întinde pe o suprafață de 9,79 km2 și în 2017 număra 370 de locuitori.

## Istoric
Localitatea Vyšná Sitnica este atestată documentar din 1408.

## Demografie
| An:                | 1994 | 2004    | 2014   | 2024    |
| ------------------ | ---- | ------- | ------ | ------- |
| Număr de persoane: | 458  | 410     | 382    | 325     |
| Diferență:         |      | −10,48% | −6,82% | −14,92% |

| An:                | 2023 | 2024   |
| ------------------ | ---- | ------ |
| Număr de persoane: | 326  | 325    |
| Diferență:         |      | −0,30% |